# Ixcaquixtla
Ixcaquixtla es una localidad del estado mexicano de Puebla. Es cabecera del municipio de Ixcaquixtla.

## Demografía
| Censo | Población |
| ----- | --------- |
| 1900  | 2913      |
| 1910  | 2472      |
| 1921  | 2323      |
| 1930  | 2440      |
| 1940  | 2716      |
| 1950  | 2466      |
| 1960  | 2979      |
| 1970  | 3267      |
| 1980  | 3724      |
| 1990  | 3676      |
| 1995  | 3851      |
| 2000  | 4335      |
| 2005  | 4693      |
| 2010  | 4922      |
| 2020  | 5202      |